# Wavelength (album)
Albums de Van Morrison
A Period of Transition
(1977) Into the Music
(1979)
Wavelength est le dixième album studio du chanteur nord-irlandais Van Morrison. Il est publié en septembre 1978 par Warner Records. Il est enregistré au printemps 1978. L'album a un son musical différent de ses précédents albums : il s'oriente vers un son pop rock avec des guitares électriques et des synthétiseurs bien en vue. Au moment de sa sortie, Wavelength est l'album le plus vendu de Morrison. Pour l'enregistrement de l'album, Morrison reçoit l'aide de Mick Glossop, Bobby Tench et Peter Bardens.

## Composition et enregistrement
Wavelength' est enregistré pendant plusieurs mois au "Manoir" dans l'Oxfordshire en Angleterre avant d'être complété plus tard dans les studios de Shangri-la aux États-Unis. Morrison réunit alors des musiciens qui représentaient presque toutes les phases de son histoire musicale à ce jour : Herbie Armstrong de son ancienne formation à Belfast, le claviériste Peter Bardens de son ancien groupe Them, Garth Hudson du groupe The Band et Peter Van Hooke qui avait travaillé avec lui quelques années auparavant. Il a également ajouté le guitariste Bobby Tench de Streetwalkers avec qui il a travaillé dans le passé.
Les chansons de cet album rappellent différentes étapes de la vie de Morrison. Kingdom Hall remonte à son enfance à Belfast, lorsqu'il assistait à des services religieux avec sa mère, qui était à une époque une Témoin de Jéhovah pratiquante. Checking It Out parle d'une relation qui tourne mal et d'être secouru par "des guides et des esprits en chemin". Natalia, Venice USA et Lifetimes sont des chansons d'amour. Wavelength rappelle de bons souvenirs de son adolescence à l'écoute de la Voix de l'Amérique. Le morceau suivant intègre deux chansons que Morrison avait écrites au début des années 1970 : Santa Fe, écrite avec Jackie DeShannon en 1973, la toute première collaboration de Morrison à figurer sur un album, et Beautiful Obsession, qui a été jouée pour la première fois lors d'un de ses concerts en 1971. Hungry For Your Love est devenue, avec Wavelength, l'une des chansons les plus populaires de l'album. Morrison  l'inclura sur son album compilation Van Morrison at the Movies - Soundtrack Hits en 2007 car entre-temps elle a été retenue pour faire la bande originale du fil Officier et Gentleman en 1982.

## Accueil critique
Dans une critique contemporaine pour Rolling Stone, Lester Bangs a donné une évaluation tiède et a qualifié Wavelength de "très bon disque. Je suis sûr que tous les gens de Warner Bros. en sont satisfaits. Idem pour les DJ... ne confondez pas comment un talent aussi monumental peut s'embourber dans de telles sornettes, aussi belles que puissent être certaines d'entre elles. , Robert Christgau l'a qualifié de "bon album mais pas génial" et a attiré l'attention sur la face deux, qu'il considérait comme "une réinterprétation évocatrice de la fixation américaine de Van, mais la face un n'est rien de plus (et rien de moins) qu'une programmation de classe". Le magazine Time était plus enthousiaste : "Morrison a fait deux, peut-être trois albums qui se classent parmi les meilleurs de tous les temps. Wavelength est assez bon pour se tenir à côté du meilleur travail de Morrison, un disque de magie sinueuse et sensuelle . L'homme est tout simplement imbattable."
Dans une critique rétrospective pour AllMusic, Stephen Thomas Erlewine a déclaré que "Wavelength reprend essentiellement là où A Period of Transition s'est arrêté, offrant une alternative ciblée et corsée au manque de direction chaleureusement flou de ce disque." Rob Sheffield a écrit dans "The Rolling Stone Album Guide" (2004) que le disque était un «mouvement pop raté» racheté par sa chanson titre «digne du succès», «qui, comme beaucoup de ses meilleures chansons, exprime le profond désir spirituel d'écouter la radio».
Record World a déclaré à propos du single " Natalia " qu'il "a un rythme doux, rythmé par ... la puissance vocale jazz / pop".

### Musiciens
- Van Morrison – chant, guitare acoustique, pianos acoustique, piano électrique Fender Rhodes, saxophone alto, chœurs
- Bobby Tench – guitare électrique, chœurs
- Herbie Armstrong – guitare rythmique, chœurs
- Mitch Dalton – guitare classique ("Take It Where You Find It")
- Mickey Feat – basse
- Kuma Harada – basse ("Santa Fe/Beautiful Obsession" et "Take It Where You Find It")
- Peter Bardens – claviers, synthétiseur
- Garth Hudson – orgue Hammond, synthétiseur, accordéon
- Ginger Blake – chœurs
- Laura Creamer – chœurs
- Linda Dillard – chœurs
- Peter Van Hooke – batterie

## Les titres
Toutes les chansons sont écrites et composées par Van Morrison.
| Wavelength | Wavelength                                               | Wavelength | Wavelength | Wavelength | Wavelength | Wavelength | Wavelength | Wavelength | Wavelength |
| No         | Titre                                                    | Durée      |            |            |            |            |            |            |            |
| ---------- | -------------------------------------------------------- | ---------- | ---------- | ---------- | ---------- | ---------- | ---------- | ---------- | ---------- |
| 1.         | Kingdom Hall                                             | 5:59       |            |            |            |            |            |            |            |
| 2.         | Checkin' It Out                                          | 3:29       |            |            |            |            |            |            |            |
| 3.         | Natalia                                                  | 4:04       |            |            |            |            |            |            |            |
| 4.         | Venice U.S.A.                                            | 6:32       |            |            |            |            |            |            |            |
| 5.         | Lifetimes                                                | 4:15       |            |            |            |            |            |            |            |
| 6.         | Wavelength                                               | 5:44       |            |            |            |            |            |            |            |
| 7.         | Santa Fe/Beautiful Obsession (Jackie DeShannon/Morrison) | 7:04       |            |            |            |            |            |            |            |
| 8.         | Hungry for Your Love                                     | 3:45       |            |            |            |            |            |            |            |
| 9.         | Take It Where You Find It                                | 8:40       |            |            |            |            |            |            |            |
| 49:32      |                                                          |            |            |            |            |            |            |            |            |

## Classements
| Année | Chart                | Position |
| ----- | -------------------- | -------- |
| 1979  | Billboard Pop Albums | 28       |
| 1979  | UK Albums Chart      | 27       |

## Sources
- Clinton Heylin (2003). Can You Feel the Silence? Van Morrison: A New Biography, Chicago Review Press  (ISBN 1-55652-542-7)
- Brian Hinton (1997). Celtic Crossroads: The Art of Van Morrison, Sanctuary,  (ISBN 1-86074-169-X)
- Johnny Rogan (2006). Van Morrison: No Surrender, London:Vintage Books  (ISBN 978-0-09-943183-1)
- Steve Turner (1993). Van Morrison: Too Late to Stop Now, Viking Penguin,  (ISBN 0-670-85147-7)